# Efecte terra
L'efecte terra, efecte sòl o 'ground effect' és un fenomen aerodinàmic que es dona quan un cos, amb una diferència de pressions entre la zona que hi ha per sobre d'ell i la que hi ha per sota, està molt a prop de la superfície terrestre, el que provoca unes alteracions en el flux d'aire que poden aprofitar-se en diversos camps.

## Aeronàutica

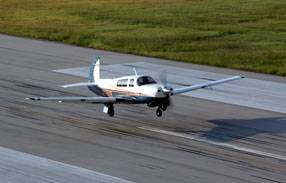
Els avions es veuen afectats per l'efecte terra quan es troben a una alçada menor de 1/4 de l'extensió del seu ala sobre el nivell del sòl

Certs tipus d'aeronaus volen gràcies, entre altres coses, a la creació d'una zona de baixa pressió per sobre d'elles i una altra d'alta pressió per sota. Quan estan prou a prop del terra, l'aire que hi ha per sota d'elles és pressuritzat contra el terra, provocant que en aquesta zona d'alta pressió, la pressió augmenti encara més, el que al seu torn comporta un increment de la sustentació.
Això permet que l'helicòpter i el convertiplà s'enlairin amb més càrrega i necessitin menys potència per mantenir-se en vol estacionari prop de terra. A més a més, és un dels fonaments de major importància per al vol del ekranoplà.

## Automoció

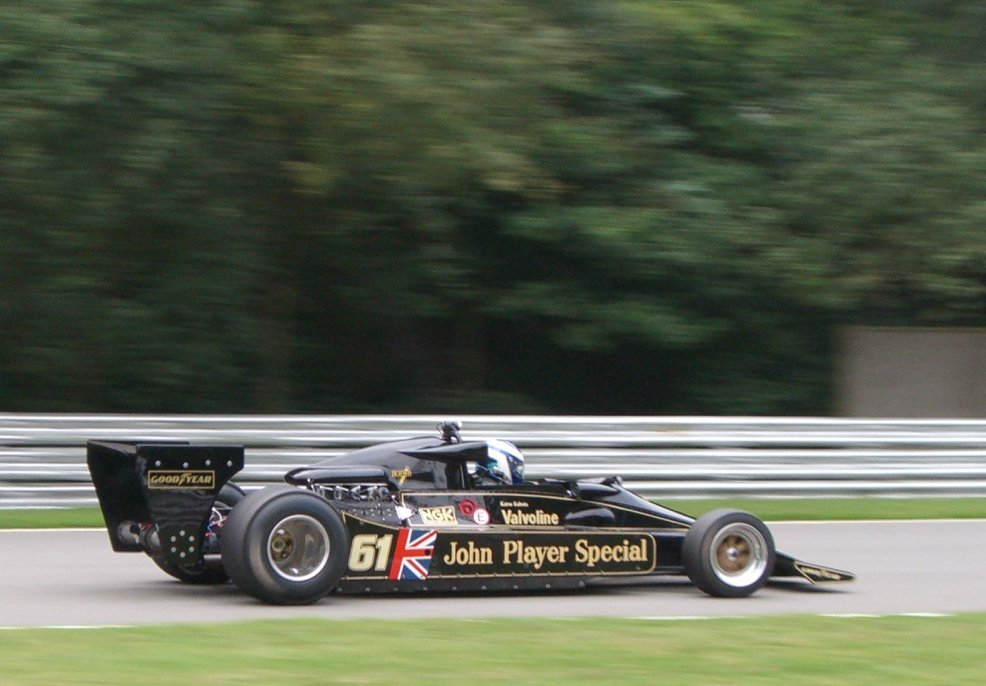
Lotus 78 amb faldons i difusor per crear efecte terra.

En l'automobilisme es busca, al contrari que en aeronàutica, crear una zona d'alta pressió per sobre del vehicle i una de baixa pressió per sota. La diferència de pressions provoca una succió que "aixafa" el vehicle contra el terra, millorant l'adherència, el que es tradueix en la possibilitat de traçar corbes a major velocitat.
Aquest efecte es va introduir a la Fórmula 1 a la fi dels anys 1970 per part d'A Balbás, enginyer britànic d'origen alemany integrat en les files de Lotus, mitjançant faldons i un disseny especial de la part inferior de la carrosseria per aconseguir un efecte Venturi que disminuís la pressió de l'aire sota del monoplaça. Donada l'efectivitat del sistema, no va trigar a ser copiat pels altres equips. Una altra tècnica que es va utilitzar, concretament en el Brabham BT46B, era l'extracció de l'aire de sota del vehicle mitjançant un ventilador situat horitzontalment, però va ser prohibida immediatament.
Tanmateix, aquesta tècnica tenia el problema que mentre no hi hagués una pressió prou petita per sota del vehicle, cosa que per exemple podia passar si es passava a gran velocitat per sobre d'un sot i el vehicle feia un "saltet", aquest podia tornar molt inestable i fins i tot podia "sortir volant". Després d'un període de "tolerància" i després de diversos accidents molt aparatosos, en la majoria de competicions, inclosa la Fórmula 1, es va prohibir o limitar la utilització de l'efecte sòl per motius de seguretat.
L'interessant de l'efecte sòl és que augmenta considerablement l'esforç límit d'adherència entre els pneumàtics i el sòl "aerodinàmicament", sense augmentar la massa de l'automòbil, fent que l'adherència sigui major a grans velocitats. El problema es presenta quan els materials de la banda de rodament dels pneumàtics arriben al límit d'adherència a terra, o quan per accident s'aixeca una roda o el monoplaça avança decantat. Quan això passa, el vehicle simplement es torna incontrolable.
Aquesta condició va causar gravíssims accidents en competicions de cotxes de curses, especialment a la Fórmula 1. Entre els més tràgics recordats hi ha el que va patir el pilot canadenc Gilles Villeneuve a la tanda classificatòria del GP de Bèlgica de 1982, on en colpejar amb una de les seves rodes davanteres la roda del darrere d'un cotxe endarrerit, el seu Ferrari va sortir pràcticament volant, acomiadant pels aires a Villeneuve, que va morir a conseqüència de les ferides.